# Frühling im Herbst (2001)
Frühling im Herbst (Originaltitel: Babí léto, also „Altweibersommer“) ist ein tschechischer Film von Regisseur Vladimír Michálek aus dem Jahr 2001.

## Handlung
Der Film begleitet den 76-jährigen Prager František Hána, genannt Fanda, einen Operettensänger im Ruhestand, der mit seinem Kollegen Eda das Abenteuer sucht. So geben sie sich als Fahrkartenkontrolleure aus oder lassen sich als vermeintliche Millionäre von Immobilienmaklern hofieren. Als aber einmal Schadensersatzforderungen anfallen, greift Fanda zu Geldern, die seine Frau Emílie für ihr Begräbnis zurückgelegt hatte. Emílie ist mit der Geduld am Ende und fordert die Scheidung. Schließlich erklärt sich Fanda bereit, kürzerzutreten. Derweil versucht sein Sohn Jára, die Eltern ins Altersheim zu verfrachten, um an deren Wohnung zu gelangen. Am Ende vermisst Emílie jedoch die einstige Kurzweil und unternimmt gemeinsame Sachen mit ihrem Mann.

## Kritiken
„Ein ironisches Porträt, filmisch ganz konventionell, aber prächtig gespielt und mit witzigen Dialogen“ lobt Thomas Reinhardt von der Saarbrücker Zeitung. Die Nürnberger Nachrichten vom 30. Januar 2004 bemängelt: „Die etwas umständliche Heiterkeit verströmt eher versöhnliche Milde statt der erhofften Komik unbeirrter Lebenslust.“ In einer früheren Ausgabe der Zeitung schreibt Michael Meier jedoch, der Film überzeuge formal und inhaltlich, sei „eine wunderbare, zwischen Humor und Tragik ausbalancierte Komödie.“
Über „eine nachdenklich stimmende Revolution gegen die Tabuisierung des Alters“ freut sich Charlotte Becker im Bonner General-Anzeiger. Das Sinnbild des Nachbars Fandas, der seine Tage aus dem Fenster schauend verbringt, bis er eines Tages fast unbemerkt nicht mehr da ist, rücke die reale Qualität des Themas umso bitterer ins Augenmerk. Ebenso freut sich Thomas Basgier von der Stuttgarter Zeitung, dass Fanda die Verdrängung von Einsamkeit und Tod im Alter überwinde. Dies sei „in stimmiger Balance zwischen Humor und Melancholie von Frühlingsgefühlen im Herbst erzählt, ohne den Herbst in falsches Licht zu rücken.“
Jörg Taszman (Berliner Morgenpost) sieht den Film in der Tradition des tschechischen Schelmen-Kinos, wie dem Werk Jiří Menzels, Věra Chytilová oder Miloš Forman vertreten, sowie in jüngerer Zeit mit Jan Svěráks Film Kolya und Jan Hřebejks Wir müssen zusammenhalten. Charlotte Becker fühlt sich an die Rebellen von Einer flog über das Kuckucksnest und auch Kolya, sowie an Pan Tau erinnert.

## Auszeichnungen
Ein Böhmischer Löwe für die Mitwirkung an Frühling im Herbst ging 2001 an:
- Jiří Hubač (Drehbuch)
- Stella Zazvorková (Weibliche Hauptrolle)
- Vlastimil Brodský (Männliche Hauptrolle)
- Stanislav Zindulka (Männliche Nebenrolle)